# Chocante
Chocante é um filme brasileiro baseado na cultura pop brasileira. Foi dirigido por Jonhy Araújo e Gustavo Bonafé, com produção feita por Augusto Casé, com o roteiro de Luciana Fregolente, Pedro Neschling, Bruno Mazzeo e Rosana Ferrão e estrelado por Lucio Mauro Filho, Bruno Mazzeo, Bruno Garcia, Marcus Majella e Pedro Neschling. Foi lançado nos cinemas do Brasil em 5 de outubro de 2017. Em novembro de 2017 iniciou a pré-venda do DVD e o lançamento em 28 de dezembro de 2017.

## Enredo
Em 1995 a boyband Chocante era febre no Brasil inteiro, porém em menos de 2 anos os integrantes viram suas próximas músicas já não repetirem o mesmo sucesso e a fama ir embora aos poucos, decidindo se separar. Após 20 anos sem se verem Tim (Lúcio Mauro Filho), Téo (Bruno Mazzeo), Clay (Marcus Majella) e Toni (Bruno Garcia) tomaram rumos diferentes na vida e se reencontram no funeral de Tarcísio. Nostálgicos, eles decidem retomar a banda para fazer uma turnê comemorativa, sendo empresariados por Lessa Vigário (Tony Ramos), porém, agora com mais de 40 anos eles já não tem o mesmo vigor para as velhas coreografias ou o físico atrativo, decidindo colocar o novato Rod (Pedro Neschling), de apenas 20 e poucos anos, como quinto integrante visando atrair o público jovem. Em meio as diversas confusões para colocar o novo show de pé, eles ainda tem que lidar com uma fã fanática, Quézia (Débora Lamm).

## Elenco
- Bruno Mazzeo como Téo Maranhão
- Lúcio Mauro Filho como Tim Vegas
- Bruno Garcia como Toni
- Marcus Majella como Clay
- Pedro Neschling como Rod Wilson
- Débora Lamm como Quézia
- Tony Ramos como Lessa Vigário
- Klara Castanho como Dora Maranhão
- Renata Gaspar como Estrella Maranhão
- Priscila Assum como Rita Vegas

Participações especiais
- Bruno Padilha como Pedro
- Paolla Oliveira como Brunah
- Marcius Melhem como Jayme
- Rafael Canedo como Tarcísio (jovem)
- Matheus Corcione como Téo (jovem)
- Apollo Costa como Tim (jovem)
- Thauan El Pavuna como Toni (jovem)
- João Villa como Clay (jovem)
- Sônia Abrão como Ela Mesma [3]

## Produção
Nas primeiras fotos das cenas de Chocante, cita os anos 80 e 90, porque o filme quer dar aquela volta no tempo. Johnny e Gustavo quiseram dar um ar há nova moda dos anos  80 e 90, e participações especiais como Sônia Abrâo, Lulu Santos, Nelson Motta e Chay Suede.

## Divulgação
Os atores começaram a postar em suas redes sociais fotos das gravações, acabou que os fãs ficaram muito ansiosos para ver o filme.

## Pré Estreia
Na noite de terça-feira (26 de setembro de 2017) aconteceu a pré-estreia do filme no Rio de Janeiro. Os atores foram em cada salão do filme, eles cantaram e dançaram, fizeram vários videos engraçados na pré-estreia.

## Bilheteria
Nos dias 06 a 08 de outubro de 2017 o cinema vendeu 69.080 ingressos para ver o filme, e nos dias 13 a 15 de outubro de 2017 o cinema vendeu 30.638, o que foi o menos esperado pelos diretores do filme.

## Trilha sonora
A única trilha sonora do filme que teve foi Choque de Amor cantada pela Boy Band, a última música gravada por eles.